# René Heuvelmans
René Heuvelmans (* 26. August 1943 in Meerhout; † 18. August 2021 ebenda) war ein belgischer Radrennfahrer.

## Sportliche Laufbahn
Heuvelmans war Straßenradsportler. Sein bedeutendster sportlicher Erfolg war der Gewinn der Bronzemedaille im Mannschaftszeitfahren bei den UCI-Straßen-Weltmeisterschaften 1964 mit Roland De Neve, Roland Van De Rijse und Albert Van Vlierberghe. 1959 holte er in der belgischen Limburg-Rundfahrt einen Etappensieg.
Die Tour du Loir-et-Cher, ein Etappenrennen in Frankreich, gewann er 1963. In jener Saison schied er in der Internationalen Friedensfahrt aus. Das Eintagesrennen Omloop der Vlaamse Gewesten gewann er 1963 in der Klasse der Unabhängigen, in der einen Vertrag mit dem Radsportteam Flandria hatte. 
1965 wurde er Berufsfahrer im Radsportteam Dr. Mann und blieb bis 1968 als Radprofi aktiv. Nachdem er bei den Profis keine Erfolge hatte, trat er am Ende der Saison 1968 vom Radsport zurück.

## Familiäres
Seine Brüder Leopold Heuvelmans und Alfons Heuvelmans waren ebenfalls Radrennfahrer.